# Туцюань
Туцюа́нь (кит. трад. 突泉, пиньинь Tūquán) — уезд аймака Хинган автономного района Внутренняя Монголия (КНР).

## История
При империи Цин это были земли монголов-хорчинов. В 1909 году здесь был образован уезд Лицюань (醴泉县) провинции Фэнтянь.
После Синьхайской революции в рамках компании по упорядочению названий в связи с тем, что в провинции Шэньси также существовал уезд Лицюань, уезд Лицюань провинции Фэнтянь в январе 1914 года был переименован в Туцюань.
В 1932 году северо-восток Китая был оккупирован японцами, которые создали марионеточное государство Маньчжоу-го. В декабре 1934 года власти Маньчжоу-го передали уезд Туцюань в состав провинции Лунцзян, а в марте 1937 года вернули ему название Лицюань. В октябре 1943 года уезд был передан в состав провинции Объединённая Синъань.
В 1945 году после Второй мировой войны уезд был вновь переименован в Туцюань и включён в состав провинции Нэньцзян. В июне 1946 года он перешёл в состав провинции Ляоцзи, а в январе 1947 — в состав провинции Ляобэй. В 1949 году был образован Автономный район Внутренняя Монголия, и уезд Туцюань был включён в состав его аймака Хинган.
В 1953 году восток Внутренней Монголии был выделен в особую административную единицу, и аймак Хинган был расформирован. В 1954 году от особого статуса восточной части Внутренней Монголии было решено отказаться, но аймак Хинган восстанавливать не стали, и уезд Туцюань вошёл в состав аймака Хулун-Буир. В 1960 году уезд был расформирован, а его земли переданы хошуну Хорчин-Юичжунци. В 1962 году уезд был восстановлен, а в 1969 году передан в состав округа Байчэн провинции Гирин. В 1979 году уезд был возвращён в состав аймака Хулун-Буир автономного района Внутренняя Монголия.
В 1980 году был восстановлен аймак Хинган, и уезд Туцюань перешёл под его юрисдикцию.

## Экономика
Население в основном занято животноводством и сельским хозяйством. Так же здесь существует лесное хозяйство, аквакультура, развиваются угольная добыча и ветряная электроэнергетика.
Экономика испытывает быстрый рост. ВВП составляет 12,2 млрд. юаней. В это число входят 610 млн юаней из добывающей промышленности и 370 млн юаней из перерабатывающей промышленности.
В уезде 14 100 тысяч людей составляет рабочее население. Основными проблемами экономического и социального развития заключаются в состоянии сельского хозяйства, водного хозяйства, отсутствия серьёзного строительства, способности противостоять стихийным бедствиям, наличии бедных сельских районов.

## Административное деление
Уезд Туцюань делится на 6 посёлков и 3 волости.